# Tommaso Traetta
Tommaso Michele Francesco Saverio Traetta, także Trajetta (ur. 30 marca 1727 w Bitonto, zm. 6 kwietnia 1779 w Wenecji) – włoski kompozytor.

## Życiorys
W wieku 11 lat rozpoczął edukację w Conservatorio di S. Maria di Loreto w Neapolu, gdzie jego nauczycielem był Francesco Durante, a według innych źródeł także Nicola Porpora i Leonardo Leo. Niektóre źródła podają też, że uczył się w Conservatorio dei Poveri i Conservatorio San Onofrio. Niewiele wiadomo o początkowym okresie jego życia poza tym, że współpracował z Niccolò Jommellim i Nicolą Logroscinem, a także komponował muzykę religijną. W 1751 roku wystawił z powodzeniem w Teatro San Carlo w Neapolu swoją pierwszą operę, Il Farnace. W następnych latach realizował zamówienia dla teatrów operowych w różnych miastach włoskich. W 1757 roku osiadł w Wenecji, rok później otrzymał natomiast posadę kapelmistrza i nauczyciela śpiewu na dworze księcia Parmy Filipa Burbona. Dzięki zezwoleniu władcy mógł przyjmować zamówienia na opery dla innych dworów europejskich, zyskując międzynarodową sławę. Po śmierci księcia w 1765 roku wrócił do Wenecji, gdzie został dyrektorem Conservatorio dell’Ospedaletto S. Giovanni e Paolo.
W 1768 roku wyjechał do Petersburga, gdzie jako następca Baldassare Galuppiego objął funkcję kapelmistrza i kompozytora nadwornego Katarzyny Wielkiej. Prowadził teatr dworski w Pałacu Zimowym. W Rosji wystawił kilka oper, pisał też muzykę okazjonalną m.in. na rocznicę koronacji Katarzyny czy z okazji zwycięstwa nad flotą turecką. Ze względu na pogarszający się stan zdrowia w 1775 roku opuścił Rosję i wrócił do Włoch. W następnych latach odwiedził Londyn i Paryż, po czym ponownie osiadł w Wenecji, gdzie zmarł w trakcie pracy nad swoją ostatnią operą, Artenice.

## Twórczość
W swojej twórczości dokonał syntezy dorobku włoskiej szkoły neapolitańskiej i francuskiej tragédie lyrique, przygotowując grunt pod reformę operową Christopha Willibalda Glucka. Komponował głównie 3-aktowe opery seria i opery buffa. W operach tych dominowały kantylenowe arie da capo z wirtuozowską koloraturą, poprzedzone recytatywem secco lub accompagnato. Technika bel canto służy w nich podkreśleniu napieć dramatycznych. Recytatywy w operach Traetty służą wyrażaniu emocji i są terenem pracy tematycznej, z towarzyszeniem rozbudowanej orkiestry. Kompozytor konstruował duże sceny dramatyczne z baletami, finały w jego operach zyskały wyraz dramatyczny, potęgujący akcję i doprowadzający ją do punktu kulminacyjnego. Orkiestra służy podkreśleniu środkami instrumentalnymi dramatyzmu i ekspresji dzieła.

## Ważniejsze kompozycje
(na podstawie materiałów źródłowych)

### Opery
- opera seria w 3 aktach Il Farnace (wyst. Neapol 1751)
- opera buffa w 3 aktach La Costanza (wyst. Neapol 1752)
- opera seria w 3 aktach Ezio (wyst. Rzym 1754, 2. wersja wyst. Padwa 1765)
- opera buffa w 3 aktach I disturbi (wyst. Neapol 1756)
- opera seria w 3 aktach La Nitteti (wyst. Reggio nell’Emilia 1757)
- opera buffa w 3 aktach L’incredulo (wyst. Neapol 1755)
- opera buffa w 3 aktach La fante furba (wyst. Neapol 1756)
- opera seria w 3 aktach La Didone abbandonata (wyst. Wenecja 1757, 2. wersja wyst. Mediolan 1763, 3. wersja wyst. Neapol 1764)
- opera seria w 3 aktach Demofoonte (wyst. Mantua 1758)
- opera seria w 3 aktach L’Olimpiade (wyst. Werona 1758, 2. wersja wyst. Florencja 1767, 3. wersja wyst. Petersburg 1769)
- dramma giocoso poer musica w 3 aktach Buovo d’Antona (La buona figliola) (wyst. Wenecja 1758)
- opera seria w 3 aktach Il Solimano (wyst. Parma 1759)
- tragédie lyrique w 5 aktach Ippolito et Aricia (wyst. Parma 1759)
- opera seria w 3 aktach Enea nel Lazio (wyst. Turyn 1760)
- serenata w 3 aktach z prologiem Le feste d’Imeneo (wyst. Parma 1760)
- opera seria w 5 aktach I Tindaridi (wyst. Parma 1760)
- azione teatrale w 1 akcie Armida (wyst. Wiedeń 1761, 2. wersja wyst. Neapol 1763, 3. wersja wyst. Wenecja 1767)
- opera seria w 3 aktach Enea e Lavinia (wyst. Parma 1761)
- opera seria w 3 aktach Alessandro nell’Indie (wyst. Reggio nell’Emilia 1762)
- opera seria w 3 aktach Sofonisba (wyst. Mannheim 1762)
- opera seria w 3 aktach Zenobia (wyst. Lukka 1761)
- opera seria w 3 aktach Ifigenia in Tauride (wyst. Wiedeń 1763, 2. wersja wyst. Esterház 1786)
- opera seria w 3 aktach Antigono (wyst. Padwa 1764, 2. wersja wyst. Rzym 1766, 3. wersja wyst. Petersburg 1770)
- dramma giocoso w 3 aktach La francese a Malghera (wyst. Wenecja 1764)
- azione drammatica w 1 akcie L’isola disabitata (wyst. Mantua 1765, 2. wersja wyst. Bolonia 1768, 3. wersja wyst. Petersburg 1760)
- opera seria w 3 aktach Semiramide (wyst. Wenecja 1765)
- componimento pastorale drammatico w 3 aktach Il tributo campestre (wyst. Mantua 1768)
- dramma giocoso w 3 aktach Le serve rivali (La serva scaltra) (wyst. Wenecja 1766)
- opera seria w 3 aktach Il Siroe (Siroe, re di Persia) (wyst. Monachium 1767)
- dramma giocoso w 3 aktach Amore in trappola (wyst. Wenecja 1768)
- azione teatrale Astrea placata (wyst. Petersburg 1770)
- tragédie lyrique w 3 aktach Antigona (Antigone) (wyst. Petersburg 1772)
- opera seria w 3 aktach Amore e Psiche (wyst. Petersburg 1773)
- opera seria w 3 aktach Lucio Vero (wyst. Petersburg 1774)
- opera seria w 3 aktach La Merope (wyst. Mediolan 1776)
- opera seria w 3 aktach Telemaco (wyst. Londyn 1777)
- opera seria w 3 aktach Germondo (wyst. Londyn 1777)
- dramma eroicomico w 2 aktach Il cavaliere errante (wyst. Wenecja 1778, 2. wersja pt. Il cavaliere errante nell’isola disabitata wyst. Wiedeń 1779, 3. wersja wyst. Esterház 1782)
- dramma giocoso w 3 aktach Gli eroi dei Campi Elisi (wyst. Wenecja 1779)
- Artenice (niedokończona)

### Utwory religijne
- oratorium Rex Salomone na 5-głosowy chór żeński (wyst. Wenecja 1764)
- oratorium Pulchra ut luna (wyst. Wenecja 1767)
- oratorium  Santa Ifigenia in Etiopia na chór 4-głosowy (wyst. Florencja 1772)
- Passio secundum Joannem na bas, chór i organy
- Stabat Mater na 4 głosy, chór i instrumenty smyczkowe
- Missa
- Kyrie na chór 4-głosowy i instrumenty smyczkowe
- Dixit Dominus na chór 4-głosowy, instrumenty i basso continuo
- Expectans expectavi na chór 4-głosowy i instrumenty
- Jube Domine na głos i instrumenty
- Miserere na 2 głosy i chór
- Miserere na 3 głosy i orkiestrę
- motet In nocte plena horrore
- Sicut sol lucente mane na głos i orkiestrę
- Hosanna filio David na chór 4-głosowy i organy

### Utwory świeckie
- kantata La pace di Mercurio
- Dei, qual mi sorprende na głos i instrumenty
- 6 Italian Duets na 2 głosy i klawesyn
- aria Perché se tanti siete
- aria La pietà ai mali miei
- aria Hedersi oh Dio rapire
- kanon Sogno ma te non miso
- hymn Who gave the sun his light
- rondo Se possiedo il tuo bel core

### Utwory instrumentalne
- symfonie
- uwertura na 2 trąbki i instrumenty smyczkowe
- divertimento Le quattro stagioni e i dodici mesi dell’anno na 4 orkiestry